# Alcides leone
Alcides leone é uma mariposa, ou traça, diurna da família Uraniidae, encontrada em Timika e Sorong (nos estados de Papua Ocidental e Papua, Indonésia, ilha de Nova Guiné). Foi classificada por Roberto Vinciguerra em 2007. Esta espécie é aparentada com Chrysiridia rhipheus, conhecida por Rainha-de-Madagáscar e considerada a mariposa mais bonita do mundo. O seu nome é dedicado à memória de Sebastian Salvatore Leone, médico ginecólogo e teólogo de Palermo (Sicília).

## Descrição
Alcides leone apresenta uma forte semelhança com Alcides metaurus, encontrada em Queensland (Austrália). Possui asas de um tom enegrecido, vista por cima, com faixas arredondadas de tonalidade amarelo-cobreada; contendo menos nuances de cor-de-rosa ou vermelho do que metaurus. Possuem pequenas caudas na metade inferior das asas posteriores e contornos de tonalidade branca em suas bordas irregulares. Vista por baixo, os tons em negro se tornam faixas irregulares e ela possui uma área em laranja, no abdome, e um tom de asa mais azulado.

## Diferenças entreAlcides leoneeA. privitera
As espécies descritas por Vinciguerra (em um mesmo artigo, publicado em 2007), Alcides privitera e Alcides leone, diferem entre si pela faixa escura que cruza o centro das asas anteriores, quando o inseto é visto por baixo. Enquanto que em A. leone esta faixa está bem visível, em A. privitera ela se torna esfumaçada, quase ausente.

## Alimentação das lagartas, defesa
Lagartas de mariposas do gênero Alcides alimentam-se de plantas da família Euphorbiaceae, cujo nível de toxinas acumuladas acaba por afastá-las de predação em sua fase adulta.